# 浅草ラスボスおばあちゃん
『浅草ラスボスおばあちゃん』（あさくさラスボスおばあちゃん）は、2025年7月5日から東海テレビ制作・フジテレビ系列の「土ドラ」枠で放送中のテレビドラマ。主演は梅沢富美男。
東京・浅草を舞台とした人情味あふれる痛快リスタート物語。

## あらすじ
東京・浅草の古いアパートに一人で暮らす日向松子。暑い時でもエアコンを使わずに床に寝そべって涼を取る慎ましい日々を送っていた。
そのアパートが老朽化していることもあり独居老人の不測の事態を避けるべく行政として幾度となく転居を要請する区役所職員の森野礼とその要請を拒む松子との出会いから物語は始まる。
折しも松子が働いてきた定食屋が若者向けのカフェにリニューアルすることで松子は事実上の解雇に追い込まれる。
一時は引退も考えるが思い入れのある浅草のため最後に一花咲かせたいと「便利屋ラスボスおばあちゃん」を開業する。
それと合わせてアパートからの転居も実行する。ただ、その転居先は礼が住むシェアハウス。突然転がり込んで来た松子に混乱する礼。悪気はないがややおせっかいな松子の性格にシェアハウスの住人たちも戸惑いを隠せない。
次々と依頼がある便利屋ではあるが、松子の力量では対応できない依頼には、礼やシェアハウスの住人たちもいつの間にか巻き込まれて協力する。
ただ依頼だけを解決する便利屋ではなく依頼に関わった人たちの心にも寄り添う松子。浅草の街を愛するがゆえの松子の便利屋は今日も誰かの心を救う。

## キャスト

### 主要人物
浅草で便利屋を始めた松子と、彼女と大きくかかわる礼が中心となって話が進む。
日向松子（ひなた まつこ）〈75〉
演 - 梅沢富美男（青年期：志田こはく）
「便利屋ラスボスおばあちゃん」の代表。岐阜県出身。定食屋で20年働いていたが、その定食屋が若者向けのカフェに改装することになり、店を辞めて便利屋を始める。
もともと、古びたアパートで独り暮らしをしていたが、建物の老朽化を理由に立ち退きを要求される。当初は、立ち退きを拒んでいたが、立ち退きの交渉役として幾度となく訪れた礼の人となりに影響され立ち退きを受け入れた。
が、礼の住むシェアハウスに転がり込んできたため礼を混乱させる。
森野礼（もりの れい）〈32〉
演 - 堀田茜（幼少期：小井圡菫玲）
御江戸区役所まちづくり課の職員。真面目な性格で”ミス・パーフェクト”と呼ばれている。シェアハウス「KALEIDO HOUSE 浅草」に住んでる。アパートの立ち退きに応じない松子を訪問し、親しくなる。
ルールを守るらないことに厳しい態度を取るため、特にすみれには煙たがれる。
子供時代にネグレクトされた経験からしっかりした大人になろうと決意する。そのせいか、長い間笑顔を見せた事が無かったが、松子のおかげで笑顔ができるようになり、松子の影響を受けてシェアハウス仲間に対して気を回すようになった。
長谷川との距離が近くなることを密かに期待している。
酒癖が悪い。

### 御江戸区役所
上原優次（うえはら ゆうじ）
演 - 阿部亮平
まちづくり課の課長。礼の上司。「困った」が口癖で、何が困っているかを礼が聞くと無理難題な仕事を礼に押し付ける。
事なかれ主義なところがあり、日和見的な対応をすることがままある。また地位のある者には弱いため、熊田の考えには常に賛同するが、礼の意見には難を示すことが珍しくない。
吉澤麻衣（よしざわ まい）
演 - 石川翔鈴
まちづくり課の職員。礼の後輩。仕事は仕事と割り切っているため、定時になれば礼のことなどおかまいなしに帰宅してしまう。菜穂とすみれの件に関して、礼に賛同する。
熊田久美（くまだ くみ）〈48〉
演 - 遊井亮子
区議会議員。浅草をアピールするために尽力しているように見えるが、政治家としての実績作りのために浅草を利用しており、その先には更なる思惑がある。
そのため、不登校生徒への気遣いで自分の評価が高まると思われることを理由に閉鎖されていた公民館の使用を認める一方、炎上を起こしてしまったすみれが作成した動画についてはキャリアに傷がつくことを恐れ採用を拒否した。

### 松子の友人
土井梅子（どい うめこ）
演 - 研ナオコ（青年期：池田朱那）
土産物店先代店主。松子の古くからの友人。大輔のことを「いつも元気でゴミを拾ってくれる好青年」だと松子にいう。
水谷竹子（みずたに たけこ）
演 - 浅丘ルリ子（青年期：山口まゆ）
バーのオーナー。同じく、松子の友人。

### 周辺人物
長谷川元春を除けば、松子が転がり込んだシェアハウスの住人達。
長谷川元春（はせがわ もとはる）
演 - 堀井新太
コンサルタント会社 経営。御江戸区役所の”まちづくりアドバイザー”として行政に関わることになり、浅草に引っ越してくる。
花村すみれ（はなむら すみれ）〈28〉
演 - 朝日奈央（第2話 - ）
「KALEIDO HOUSE 浅草」住人。必要以上に関わることを嫌う。動画クリエイターとしてグルメ系の動画配信をしているが、視聴者数確保のため、無許可での撮影など無茶をすることもある。
お節介な松子や礼を煙たがることが多いが、松子の「大輔とコラボ動画」の提案を受け入れ、礼が動画フォローしてくれたことに感謝。
高校時代に出産したが、自分一人で育てることはできずに子供を親族に引き取ってもらった経験がある。
パク
演 - 絃瀬聡一: 「KALEIDO HOUSE 浅草」住人。韓国人留学生。デジタル面で松子の手助けをしている。
轟大輔（とどろき だいすけ）
演 - 長田光平
「KALEIDO HOUSE 浅草」住人。証券会社に勤務していたこともあるが、数字に追われることに嫌気がさして、証券会社を辞め、現在は学生時代のアルバイト経験から人力車の車夫をしている。が、両親にはその事実を伝えていなかったため、車夫としての動画配信をきっかけに証券会社を辞めたことが両親に知られてしまった。
松子の提案ですみれとコラボ動画をすることになり、それがきっかけで両親（特に反対する父）を人力車に乗せつつ説得する事が出来た。

### ゲスト

#### 第1話
張
演 - 加藤啓
世界的に影響力のある中国のドラマプロデューサー。浅草でドラマを撮影してもらえるよう、御江戸区役所に招かれる。昔、浅草に住んでいて「鶴元」のカステラが大好物であるため、区役所が「鶴元」のカステラを出したが何かが違うと言われ満足してもらえなかった。実際に食べたカステラは、販売されている商品ではなく切れ端の廃棄品を無料で配っていたものであることに気付いた松子の機転により思い出のカステラに出会うことができた。
鶴田
演 - 比佐仁（第4話）
カステラ屋「鶴元」4代目。先代の頃から松子とは顔馴染み。
職員
演 - 堀内充治
御江戸区役所産業振興課 職員。
テッチャン
演 - 鈴木恒守
大工。若かりし松子が初めてデートした相手。
店長
演 - 相樂孝仁
松子が20年働いていた定食屋の店長。
受付
演 - 岡部七子
御江戸区役所 受付職員。
店員
演 - 平山よう
カステラが売り切れてしまったことを松子に詫びる「鶴元」の店員。
係員
演 - 北澤大斗
浅草花やしき ローラーコースター 係員。65歳以上は乗車できない、と申し訳なさそうに松子に言う。
男性
声 - 村上紀生
便利屋「ラスボスおばあちゃん」のチラシを見て、松子にいたずら電話をする男。
大道芸人
演 - 花やしき一座 草男
浅草花やしきで大道芸を披露するパフォーマー。
観光客
演 - グリフィン テイタム
ビラ配りをする竹子の写真を撮る観光客。

#### 第2話
不破
演 - 水野智則（第1話）
シェアハウス「KALEIDO HOUSE 浅草」管理人。
甘利
演 - 橘花征志郎
すみれが動画撮影を頼んだ有名店のパティシエ。

礼の父
演 - 安田敦

パクの母
声 - 李美成

#### 第3話
久保田菜穂
演 - 梶原叶渚
リニューアル工事のため閉鎖されている御江戸区第四公民館に忍び込む中学生。実は小学生の時不登校になり、第四公民館のフリースクールに通っていた。
高木絢奈
演 - 古川凛
菜穂のフリースクールでできた友達。卒業時に菜穂と2人で黒板アートの全国大会に出る予定だった。
店主
演 - 真鍋誠志（第4話）
飲食店の店主。松子に便利屋の売り込みをかけられるが、隙間バイトやデリバリーで間に合っている、と断る。
浅草の住人
演 - もりたかお、鈴木理学
壁の落書きを見つけて困る住民。
店主
演 - 松本誠
幻のえび天そばが有名な蕎麦屋の店主。すみれにしつこく取材を申し込まれるが断る。
賛成派住民
演 - 吉木遼、今村均、竹尾椎奈
松子にリニューアル反対の署名を求められるが、第四公民館を能力開発センターにリニューアルすることに賛成している御江戸区住民。
職員
演 - 日中泰景
御江戸区役所福祉課 職員。閉鎖前の第四公民館でフリースクールをしていたことを礼に教える。
あいみん
演 - 伊藤愛依海
すみれが断られた幻のえび天そばの配信をする動画配信者。
少年
演 - 伊藤駿太
浅草の街の壁に落書きをしていた少年。
女の子
演 - 丸山澪
絢奈の友だち。

#### 第4話
轟光太郎、轟花子
演 - 中脇樹人、黒田こらん
大輔の両親。大輔が映っているすみれの動画を見て、突然上京してくる。
光太郎は大輔の車夫の仕事に猛反対、「いつまでも出来る仕事ではないだろう」といい、「うちに戻っていらっしゃい」と説得。花子は口出ししないが、反対はしていない。その後、大輔は両親を人力車に乗せ、浅草一円を回りつつ、「俺この仕事が好きなんだ。お客様とコミュニケーションとれることもうれしい。」といい、認めさせた。
所
演 - 三溝浩二
大輔が働いている人力車「時代屋」の社長。大輔がお客さんのために寄り道して帰りが遅れたことを叱責した。
佐江
演 - 蓼沼優衣
「時代屋」の常連客。いつも大輔の人力車に乗っていたが、ある日脇坂を指名する。
脇坂
演 - 清水巧陽
「時代屋」の車夫。佐江が指名替えしたことで大輔と諍いになる。
真亜子
演 - 平谷佳音
すみれの動画を見て、大輔を指名する客。
陽子、ひまり
演 - 森脇里奈、山本紗々萊
大輔の人力車に乗る親子。スカイツリーが見たかった、と残念がるが、大輔の計らいでスカイツリーの見える公園で写真を撮ってもらい大喜びする。

#### 第5話
アンディ / ダグラス・カーター
演 - パース・ナクン（幼少期：ヨアン・イヴァノフ）
松子の通訳をすることになる竹子の知り合いの留学生・アンディ。祖母が日本人で、子どもの頃に1度日本に来ている。
だが実は、区の助成金を貰って留学し、遠野の工房に弟子入りしていたダグラス・カーターだとわかる。
遠野源次
演 - 林和義
江戸切子職人。「伝統工芸組合」の会長。熊田区議発案の「A-1グランプリ」への協力を森野礼から頼まれる。
高梨竜一、近藤次郎
演 - 門戸竜二、竜小太郎
「伝統工芸組合」の会員。伝統工芸の職人。
金元、成田
演 - 木川淳一、竹井洋介
「御江戸ホテル協会」役員。熊田区議を支援しており、観光客が増えるアイデアを出してほしい、と頼む。
店員
演 - かとうずんこ
土産物店の店員。遠野の弟子が逃げてしまったことを松子に話す。
男の子
演 - 尾込泰徠
すみれにサッカーボールを拾ってもらう男の子。

#### 第6話
チンピラ
演 - 清水誠（キュウ）、星直実
50年前、オープンしたばかりの竹子のバーに逃げて来た松子を追いかけてきたチンピラ。
スタッフ
演 - 平山繫史
寄席「浅草木馬亭」のスタッフ。雷門大澤のことを知らないか、と松子に聞かれる。
大澤克彦 / 雷門大澤
演 - 近藤頌利
50年前、劇場「新浅草座」に出ていた売れない舞台役者。若き日の竹子に一目ぼれし、交際していた。だが、”とうろう流し”の夜に突然いなくなり、そのまま帰ってこなかった。

#### 第7話
日向舟子
演 - 新井美羽
松子の妹。
有野健斗
演 - 白鳥廉
聡と愛の息子。小学3年生。御江戸区主催の「夏休み 昔遊び・体験教室」で松子と意気投合し、夏休みの自由研究の手伝いを依頼する。自由研究は動画を作ることになり、すみれに動画作りを教わることになる。中学受験のために今年から塾に通っており、遊ぶ時間が殆どなくなっている。
実は、すみれが高校時代に出産した子供であり、すみれが育てることができないため引き取ってもらった。健斗本人は、その事実を知らない。
有野聡、有野愛
演 - 阿部翔平、野村佑香
現在の健斗の両親。すみれの子を引き取って養子として育ている。
健斗の自由研究をきっかけにすみれと接点を持つことになってしまったため、今後は会わないようすみれに約束させる。
子ども
演 - 峰岸慶、沼田あきら、伊藤かれん
「夏休み 昔遊び・体験教室」に参加する子どもたち。

## スタッフ
- 企画 - 稲吉豊（東海テレビ）[1]
- 原案・制作 - 元生茂樹（プロデュース NOTE）[1]
- 脚本 - 政池洋佑、武井彩、川口清人[1]
- 音楽 - 出羽良彰、堀川真理子[1]
- 主題歌 - ズーカラデル「大喝采」（Colourful Records / Victor Entertainment）[1]
- オープニング曲 - DA PUMP「Pon de SKY, Pon de STAR」（SONIC GROOVE）[41]
- 演出 - 村上正典（共同テレビ）、菊川誠（共同テレビ）、北坊信一（共同テレビ）[1]
- プロデューサー - 鵜澤龍臣（東海テレビ）、森安彩（共同テレビ）、手銭陸（共同テレビ）[1]
- 制作協力 - 共同テレビ[1]
- 制作著作 - 東海テレビ[1]

## 放送日程
| 話数  | 放送日  | サブタイトル                                                      | サブタイトル                   | 脚本              | 演出     |
| 話数  | 放送日  | 地上波                                                            | 配信                           | 脚本              | 演出     |
| ----- | ------- | ----------------------------------------------------------------- | ------------------------------ | ----------------- | -------- |
| 第1話 | 7月05日 | 75歳で便利屋起業!! 最強下町人情VS完璧主義の女性職員               | おばあちゃんが起業!?           | 政池洋佑          | 村上正典 |
| 第2話 | 7月13日 | シェアハウス クセ強すぎ男女に 事件解決法は（秘）流し麺!?          | おばあちゃんがシェアハウス!?   | 政池洋佑          | 村上正典 |
| 第3話 | 7月19日 | 街に落書き!?犯人は世界的な人物か 隠された少女の願いに松子悩む     | おばあちゃんがブレイクスルー!? | 武井彩            | 菊川誠   |
| 第4話 | 7月26日 | 夢なんて必要!?親に隠した秘密の職業 賞金かけた動画で勝負 結末は?   | おばあちゃんが夢ハラスメント!? | 政池洋佑          | 菊川誠   |
| 第5話 | 8月02日 | グローバル松子 最強人情に国境なし!! 後継者探す職人の思い 江戸切子 | おばあちゃんがインバウンド!?   | 武井彩            | 村上正典 |
| 第6話 | 8月09日 | 50年目の恋 若き破天荒女子の決心 夏に消えた恋人の真実 友情の先     | おばあちゃんが元カレ探し!?     | 政池洋佑 川口清人 | 菊川誠   |
| 第7話 | 8月16日 | 涙の自由研究!? 隠し通した2人の秘密 偶然の再会から大波乱 愛しき日  | おばあちゃんが自由研究!?       | 政池洋佑          | 村上正典 |

- 第2話は『東アジア E-1サッカー選手権男子 日本対 中華人民共和国』（19:00 - 21:24）放送のため、30分繰り下げで翌0:10 - 1:05の放送（日曜になってからの放送）。